# José María Sión
José María Sión Mortera (Sama de Langreo, Asturias, 8 de agosto de 1907-ídem, 25 de diciembre de 1996) fue un futbolista español que jugaba como defensa. Fue conocido deportivamente como Sión II ya que su hermano mayor Floro Sión y el menor Luis Sión también fueron futbolistas antes y después de él.

## Trayectoria
Nacido en Langreo, comenzó a jugar en el Racing de Sama antes de ser destinado debido al servicio militar a León, donde se unió a la Cultural y Deportiva Leonesa desde el año 1928, coincidiendo con Floro, su hermano mayor. 
Formó parte del equipo leonés que en la creación del campeonato liguero había quedado encuadrado en el grupo B de segunda división, en el que siendo uno de los defensas titulares y disputando todos los encuentros logró el título y con ello el ascenso a la segunda categoría. Se mantuvo en el equipo leonés hasta el descenso del mismo en 1930, cuando ficha por el Real Oviedo que militaba en la segunda categoría en tanto que su hermano se iba a Gijón, por lo que ambos pasaron de jugar juntos a ser máximos rivales. Con el conjunto carbayón logró ganar la liga y ascender a la máxima categoría en la temporada 1932-33 y al año siguiente tras no jugar apenas decidió fichar nuevamente por el Racing de Sama.
Jugó una única temporada con el equipo, fichando al año siguiente por el Sporting de Gijón, donde se reencontró con su hermano Floro. Disputa únicamente los partidos del campeonato regional, quedando en la liga el equipo a un solo punto del ascenso a la máxima categoría. Con el estallido de la guerra civil, se paralizaron todas las competiciones y se desmantelaron muchos equipos, por lo que tras el fin de la contienda fichó nuevamente por el Racing de Sama donde coincidió esta vez con sus dos hermanos formando el eje defensivo del conjunto. Estuvo dos temporadas con el equipo langreano hasta que en 1941 se produjo su retirada a los 33 años.

## Clubes
| Club                         | País   | Año       |
| ---------------------------- | ------ | --------- |
| Racing de Sama               | España | 1927-1928 |
| Cultural y Deportiva Leonesa | España | 1928-1930 |
| Real Oviedo                  | España | 1930-1934 |
| Racing de Sama               | España | 1934-1935 |
| Sporting de Gijón            | España | 1935-1936 |
| Racing de Sama               | España | 1939-1941 |